# Pac-Panic
Pac-Panic (Pac-Attack aux États-Unis) est un jeu vidéo de puzzle sorti en 1993 sur Mega Drive, CD-I, Game Boy, Game Gear et Super Nintendo. Il est développé et édité par Namco.
Le jeu devient disponible en téléchargement sur la console virtuelle de la Wii à partir de 2008.